# Wormwood
Wormwood ist das elfte Studioalbum der schwedischen Black-Metal-Band Marduk.

## Entstehung
Wormwood wurde im Endarker Studio des Marduk-Bassisten Devo Andersson innerhalb von zwei Monaten aufgenommen.

## Titelliste
1. Nowhere · No-One · Nothing – 3:20
2. Funeral Dawn – 5:51
3. This Fleshly Void – 3:07
4. Unclosing the Curse – 2:15
5. Into Utter Madness – 4:56
6. Phosphorous Redeemer – 6:11 (Text: M.Belfagor)
7. To Redirect Perdition – 6:41
8. Whorecrown – 5:29
9. Chorus of Cracking Necks – 3:47
10. As a Garment – 4:18

## Musikstil und Texte
Laut Morgan Håkansson ist auf Wormwood „alles sehr basisch. Gitarre, Bass, Gesang, Drums - fertig. Nicht zu viele Overdubs, sondern höchstens zwei Gitarren übereinander und bei manchen Parts sogar nur ein einziges Mikro für das gesamte Schlagzeug. Wir gehen zurück zu den Ursprüngen.“ Textlich dreht sich das Album „um die Zerstörung der Seele und des Gemüts sowie die Hingabe gegenüber der luziferianischen Erleuchtung“, wobei es sich trotz eines roten Fadens um kein Konzeptalbum handelt. Der Titel bezieht sich auf den Stern Wermut aus der Offenbarung des Johannes.
Nowhere · No-One · Nothing ist ein rasendes Lied mit brachialem Mittelteil. Der auf einem einzigen Riff basierende „obskure Doom-Hammer“ Funeral Dawn handelt vom Begräbnis Reinhard Heydrichs, weshalb Björn Thorsten Jaschinski das Stück als Nachfolger zu The Hangman of Prague vom Album Plague Angel bezeichnet. This Fleshly Void ist eine für Marduk typische Komposition. Unclosing the Curse ist laut Jaschinski „ein monotones Black-Ambient-Stück“.
Into Utter Madness weist einen druckvollen Bassklang und eine versteckte Melodie auf. Phosphorous Redeemer, dessen Text M.Belfagor von Ofermod schrieb, erinnert Jaschinski zufolge an Marduks Those-of-the-Unlight-Phase. To Redirect Perdition ist ein weiteres schleppendes Lied.
Bei Whorecrown bilden „[s]chräge Gitarrenklänge […] einen disharmonischen Kontrast zu einer leichten und überraschend poppigen Melodie“ Die Band besingt laut Jaschinski „im blitzkriegschnellen ‚Chorus Of Cracking Necks‘ nicht die Headbang-Kunst“. Dieses Stück erinnert Håkansson an die Those-of-the-Unlight-Phase seiner Band.
Das Album endet mit dem schleppenden As a Garment.

## Rezeption
Jaschinski gab Wormwood in seiner Rezension im Rock Hard 8 von 10 Punkten. „Einen Hit wie ‚Accuser/Opposer‘“ auf dem vorigen Album Rom 5:12 gebe es nicht, dafür erinnere Phosphorous Redeemer „an unselige ‚Those Of The Unlight‘-Zeiten“. Jan Jaedike vom selben Magazin bezeichnet das Album als „einen der rohesten und gemeinsten Hassbatzen der Bandhistory“, auf dem Funeral Dawn und Into Utter Madness „z.B. mit nahezu hypnotischen Gitarrenleads“ glänzten. Das Rock Hard nahm die Veröffentlichung in die Liste der „250 Black-Metal-Alben, die man kennen sollte“ auf.
Laut Gunnar Sauermann vom Metal Hammer hat die neue Arbeitsweise „Marduk offensichtlich gut getan“. Das Album weise „deutlich mehr frische Ideen“ als das vorige auf. Seinem Kollegen Robert Müller zufolge ist die Band „in einer so guten Form wie vielleicht seit THOSE OF THE UNLIGHT nicht mehr“. Er gab dem Album 6 von 7 Punkten.